# Waterloo (Nova York)
Waterloo és una població dels Estats Units a l'estat de Nova York. Segons el cens del 2000 tenia 5.111 habitants.

## Demografia
Segons el cens del 2000, Waterloo tenia 5.111 habitants, 1.939 habitatges, i 1.285 famílies. La densitat de població era de 939,7 habitants per km².
Dels 1.939 habitatges en un 31,8% hi vivien nens de menys de 18 anys, en un 48,5% hi vivien parelles casades, en un 14% dones solteres, i en un 33,7% no eren unitats familiars. En el 28,1% dels habitatges hi vivien persones soles el 15,4% de les quals corresponia a persones de 65 anys o més que vivien soles. El nombre mitjà de persones vivint en cada habitatge era de 2,47 i el nombre mitjà de persones que vivien en cada família era de 3,01.
Per edats la població es repartia de la següent manera: un 24,5% tenia menys de 18 anys, un 6,6% entre 18 i 24, un 26,9% entre 25 i 44, un 21,4% de 45 a 60 i un 20,5% 65 anys o més.
L'edat mediana era de 39 anys. Per cada 100 dones de 18 o més anys hi havia 81,8 homes.
La renda mediana per habitatge era de 33.571 $ i la renda mediana per família de 41.725 $. Els homes tenien una renda mediana de 34.911 $ mentre que les dones 23.385 $. La renda per capita de la població era de 16.538 $. Entorn del 7,2% de les famílies i el 12,1% de la població estaven per davall del llindar de pobresa.